# Nicollas Jenson
O francês Nicollas Jenson (1420-1480), que havia trabalhado na oficina de Gutenberg como aprendiz, montou na cidade de Veneza sua própria oficina tipográfica no ano de 1468. Seu trabalho deu um importante passo para evolução da expressão plástica dos caracteres da escrita ocidental, Jenson reunião duas matrizes históricas de escrita e criou a Escrita Humanista: Um padrão estético/formal baseado no resgate a escrita romana Capitalis Monumentalis(1), para composição de textos com denotação de formal, conhecidos no jargão de design por “caixa-alta”  e da escrita carolíngia para escrita com denotação informal, as “caixa-baixa”. Dessa forma, Jenson definiu a Tipografia Humanista composta de dois alfabetos: maiúsculas e minúsculas. A forma dos caracteres Humanistas é peculiar por resguardar a leveza do movimento de desenho feito à mão, imitando a sutileza da variação de espessura e terminações de um desenho de pena. O marco histórico importante desse evento está na substituição da letra gótica, que era preferida dos calígrafos, por uma mais adequada à tecnologia de tipos móveis. Denotação de preocupações com o aspecto forma e função da tipografia e evidentemente uma evolução condicionada por uma nova tecnologia – prensa de tipos móveis.
1 - Capitalis Monumentalis era a escrita oficial do império Romano para fachadas e monumentos, era uma escrita solene e formal que surgiu por voltas do ano 100dc, refere-se a uma forma particular de desenhar as letras em monumentos. Nesse período havia ainda mais três tipos oficiais de escrita: A Quadrata, escrita de documentos oficiais. A Cursiva, escrita cotidiana feita a mão com uso de pena e a Rústica, uma escrita informal usada em sinalização e advertências, geralmente pintada em muros.
Caixa-alta é o mesmo que maiúsculas, o jargão refere-se à posição das letras na área de trabalho do tipógrafo antigo, caixa-baixa é o mesmo que escrita minúscula.
Referencial:
HEITLINGER, Paulo. Tipografia - Origens, formas e usos das letras. Lisboa, Portugal 2006. Editora Dinalivro.
NYEMEYER, Lucy. Tipografia uma apresentação. Rio de janeiro, 1998. 2ab editora.
Horcades, Carlos M. A Evolução da Escrita, uma história Ilustrada. Rio de Janeiro 2004. Ed. Senac Rio.